# Mary Cecil, 2. Baroness Amherst of Hackney

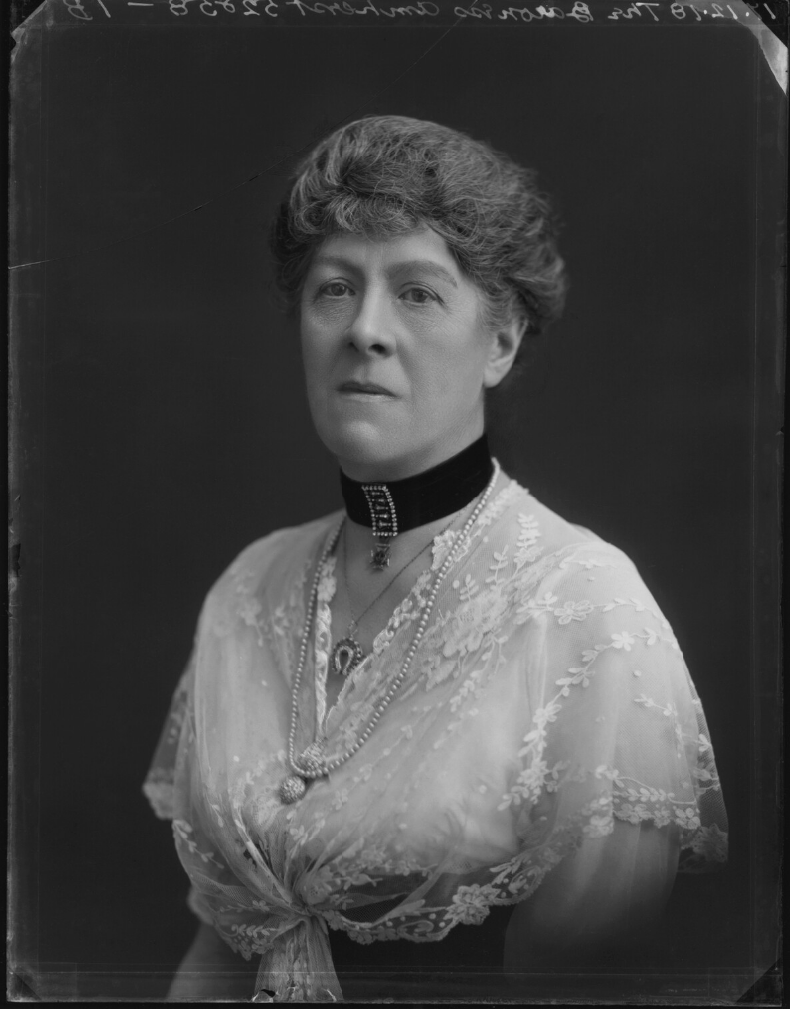
Mary Cecil, 2. Baroness Amherst of Hackney

Mary Rothes Margaret Cecil, 2. Baroness Amherst of Hackney, geborene Mary Rothes Margaret Thyssen-Amherst, (* 25. April 1857 in Diddlingon Hall; † 21. Dezember 1919 in London) war eine britische Amateur-Archäologin.

## Überblick
Mary Rothes Margaret Cecil war die älteste Tochter von William Tyssen-Amherst, 1. Baron Amherst of Hackney und Margaret Susan Mitford, der einzigen Tochter von Admiral Robert Mitford, der den als „Kleopatras Nadel“ bezeichneten Obelisk von Alexandria nach London brachte. Sie heiratete am 2. September 1885 Colonel Lord William Cecil, einen Sohn des William Cecil, 3. Marquess of Exeter, mit dem sie vier Söhne hatte. Ihr Name lautete nach der Ehe „Mary Rothes Margaret Cecil“. Als ihr Vater am 16. Januar 1909 ohne männlichen Erben starb, erbte sie aufgrund einer besonderen Erbregelung zu ihren Gunsten dessen Adelstitel Baroness Amherst of Hackney.

## Leben
Mary, genannt „May“, war die älteste von sieben Töchtern der Familie. Die Thyssen-Amherst besaßen Anwesen in Hackney und Norfolk. Das Landhaus Didlington Hall gehörte seit den frühen 1850er Jahren zum Familienbesitz. Es lag ca. 15 km von Swaffam in West Norfolk. Mays Vater hatte hier ein kleines Museum mit ägyptischen Kunstwerken eingerichtet, in dem es für jede Tochter eine Sachmet-Statue gab, die ursprünglich aus dem Tempel der Mut in Karnak stammten und von Dr. John Lees Sammlung im Hartwell House von ihrem Vater 1865 erworben worden waren. Heute befinden sie sich im Metropolitan Museum New York. Neben Kunstwerken sammelte ihr Vater auch seltene Bücher und Manuskripte.
William Amherst besuchte seit 1860 Ägypten in den Wintermonaten. Auch Lady Margaret Amherst hatte im Laufe dieser Jahre Kenntnisse der Geschichte Ägyptens erworben und veröffentlichte 1904 ihr Buch „Sketch of Egyptian History from the earliest times to the present day“. 1871 begleitete May ihre Eltern erstmals, um an der Aufführung von „Aida“ im  Opernhaus von Kairo teilzunehmen. Ihr Vater war mit dem osmanischen Vizekönig von Ägypten Ismail Pascha gut bekannt, dass dieser ihnen seinen Salonwagen zur Verfügung stellte, der kühler und weniger staubig als die herkömmlichen Eisenbahnwagen war. Mays Liebe zu Ägypten teilte auch ihr späterer Ehemann, Lord William Cecil. Mit ihm war sie bis nach Khartum gereist.

### Die Cecils 1901 in Ägypten
Howard Carter war am 1. Januar 1900 von Gaston Maspero zum Chefinspektor des Antikendienstes für Oberägypten ernannt worden und hatte 1892 für Lord Amherst unter Flinders Petrie in Tell el-Amarna gearbeitet. Seither stand er in Kontakt mit der Familie Amherst und besuchte diese wenn möglich auf ihrer Dahabieh in Ägypten.
Lady Cecil hatte sich 1901 mit ihrer Familie zum Überwintern in Assuan eingerichtet. Sie beschreibt in ihrem Buch „Bird Notes from the Nile“, wie unkonventionell sie dort lebten. Sie mieteten eine Feluke von etwa 9 m Länge, die in flachem Gewässer fahren konnte, so dass sie alle Buchten und Sandbänke erkundeten. Sie schliefen nachts in Zelten an Land. Tagsüber hatten sie auf dem Hinterdeck ihre Betten – wie ein Diwan – unter einem großen Sonnensegel. Zu der Besatzung gehörte der Raʾīs (hier Kapitän), sechs Männer und ein Junge – alle Nubier – sowie ein arabischer Koch. Sie kauften ihren Proviant bei den Einheimischen entlang des Nils, wobei die Kuh oder der Büffel direkt am Schiff gemolken wurde. Bei einem Ausflug zum Westufer des Nils, wo die Uferberge „Qubbet el-Hawa“ (Hügel der Winde) sich ca. 130 m über dem Fluss erheben, kamen sie an die Stelle an der Sir Francis Grenfell, Sirdar der ägyptischen Armee im Jahr 1885 in ca. 60 m Höhe eine Reihe von Gräbern entdeckt hatte, die er von Süden nach Norden durchnummerierte, jedoch nicht weiter erforschte.

### Ausgrabung Qubbet el-Hawa 31. Dezember 1901–1902
Lady Cecil führte ein Tagebuch, das später ihrem Bericht dienen sollte. Carter schrieb am 31. August 1902 aus Kairo an Lady Amherst, dass die Ausgrabungen sehr erfolgreich und außerordentlich interessant wären. Maspero wäre sehr erfreut. Er entschuldigte sich dann, dass er aufgrund seines Amtes etliche Objekte für das Museum wegnehmen müsse. Lady Cecil legte mit ihren Helfern 25 Felsengräber aus verschiedenen Zeiten frei. Sie fanden Überreste aus der 5., 6., 7., 19. und 26. Dynastie sowie aus der Zeit der Ptolemäer, Griechen, Römer und der frühen Christen. Köpfe und Skarabäen aus Amethyst und Achat, Lampen in unterschiedlichen Formen, Alabastervasen, Tonwaren in unzähligen Formen und Größen sowie eine „Pilger-Flasche“ aus türkisblauer Fayence, deren Hals eine Lotusblüte darstellte mit zwei kleinen Affen und der Inschrift „Ptah wünscht dem Besitzer ein glückliches neues Jahr“ gehörten zu den Funden. Auch ein bronzener Dolch, Pfeile mit Flint-Spitzen, zwei Muscheln, die mit dem Namen von Sesostris I. beschriftet waren sowie Spielzeug war dabei. Darunter war eine kleine hölzerne Puppe mit beweglichen Armen, die auf dem Kopf einen Korb und in der Hand eine Taube trug. Auch stießen sie auf unzählige Mumien, einige in schön verzierten Särgen, andere in Kartonagen, die bemalt und beschriftet waren. Gaston Maspero besuchte die Ausgrabung, um die aufgefundenen Mumien zu begutachten und gab seine Zustimmung zur Vergrößerung des Gebiets, das dann mit der Konzession gedeckt werden würde.
Sie brachte einen Mumiensarg nach England, der 183 cm lang war, eine Schulterbreite von 53,3 cm maß und dessen Fußende eine Breite von 42 cm hatte. In seinem Inneren befanden sich Sargtexte. Das Grab 21 und die Nachbargräber waren durch weiße Ameisen beschädigt. So enthielt das Grab zwei Särge, einen männlichen und einen weiblichen. Der männliche Sarg zerfiel bei der ersten Berührung. Der andere Sarg kam in die Sammlung ihres Vaters und wurde 1921 von Sotheby’s mit einigen anderen Objekten nach Michigan in die USA verkauft. Er blieb bis 1932 in der Sammlung von Mr. Albert M. Todd, der diesen dann dem Museum in Kalamazoo (KPM32.316) übergab, die ihn kürzlich in ihren Lagerräumen wiederentdeckte. Er stammt aus der saitischen Periode und ist der einzige Sarg dieser Art und Zeit, der bisher auf dem Friedhof von Qubbet el-Hawa gefunden wurde.

### Ausgrabungen 1904 und der aramäische Papyrus
Das Jahr 1904 war ebenfalls recht erfolgreich an Funden, obwohl die Arbeit an dem steilen und vollständig mit Sand zugewehten Abhang recht schwierig war. Von den Gräbern CT 25 – 31 waren einige noch mit Farbresten versehen. In CT 28 fanden sie eine schön bemalte Kalkstein-Stele und in CT 31 wies ebenfalls Zerstörungen durch weiße Ameisen auf.
Jedoch erregte ein anderer Fund große Aufmerksamkeit: ein Sebakh Arbeiter aus Assuan hatte Papyri in aramäischer Schrift gefunden. Die Fundstätte war entweder das Südende der Insel Elefantine oder die Baustelle der neuen Straße, welche letzten Winter vom Bahnhof zum Cataract Hotel gebaut worden war. Die Papyri datieren aus der Zeit von Artaxerxes I. bis Dareios II. und beinhalteten die Mitgift einer Dame. Sie waren so wertvoll, weil sie in biblischer Schrift verfasst waren und sowohl die Zitadelle als auch das Fort von Assuan, ebenso wie ein hebräisches Gericht erwähnten. Lady Cecil kaufte vier Papyri und ihr Sohn William auch einige. Sechs weitere Dokumente wurden von Robert Ludwig Mond erworben, der sie dem Museum in Gizeh übergab. Carter wollte von den Papyri Abschriften erstellen lassen und sie zusammen mit Fotos an bekannte Gelehrte übersenden.
Lady Cecil überließ, obwohl sie ihrem Vater den wertvollen Papyrus für seine Sammlung mitbringen wollte, diese ebenfalls dem Museum. Maspero bot als „Entschädigung“ eine der Statuen aus Karnak an und schickte entsprechende Fotos an Lord Amherst. Dieser entschied sich für die Statue von Harbes aus dem späten 6. Jh. v. Chr. mit einer Kartusche von Psammetich (heute im Metropolitan Museum no. 19.2.2.). Die Texte wurden von Archibald Henry Sayce und A.H. Cowley von der Bodleian Library in Oxford übersetzt und 1906 unter dem Titel „Aramaic Papyri discovered at Assuan“ publiziert. Robert Mond hatte die Kosten für die Publikation übernommen. Die Gräber von Qubbet el-Hawa blieben lange Zeit unter dem Namen „Cecil Tombs“ bekannt. Lady Cecil veröffentlichte ihre Grabungsberichte in den „Annales du Service des Antiquités de l’Egypte“ 1903 und 1905.
1906 traf ihren Vater der finanzielle Ruin als sich herausstellte, dass sein Familienanwalt und langjähriger Vermögensverwalter, Charles Cheston, einen Großteil seines Geldes veruntreut hatte. Nach seinem Tod 1909 besaß die Familie nur 341 Pfund netto. Als nunmehr 2. Baroness Amherst of Hackney verkaufte May 1910 Didlington Hall mit 7.105 acres Land an Colonel Herbert Francis Smith – die ägyptische Sammlung ihres Vaters blieb jedoch weiterhin bestehen. Sie starb mit 62 Jahren an Brustkrebs und wurde am 26. Dezember 1919 in der Stowlaughton Church in Suffolk beigesetzt. Da ihr ältester Sohn William Cecil bereits 1914 im Ersten Weltkrieg gefallen war, erbte ihr Enkel William Cecil ihren Adelstitel.

## Verkauf der Sammlung Amherst
Howard Carter katalogisierte die ägyptische Sammlung, bevor sie von der Familie 1921 bei Sotheby’s versteigert wurde. Es war die drittgrößte private Sammlung in England. Die Amherst Papyri wurden von der Pierpont Morgan Library in New York erworben. Auch das Britische Museum und das Metropolitan Museum ersteigerten etliche Stücke, ebenso wie das Cleveland Museum of Art.

## Publikationen
- Report on the work done at Assuan by Lady William Cecil. In: Annales du service des antiquités de l'Égypte 4, 1903. S. 51–73:
  - I, Tombs Situated to the South of Gebel Goubbat el Hawa.
  - II, Tombs Situated to the North and North-West of Goubbat el Hawa.
  - III, Tombs on the Eastern Side of Goubbat el Hawa, on a Line with Grenfell's Tombs.
  - IV, Tombs on the North-Eastern Slope of the Gebel Goubbat el Hawa, just above the Ruined Coptic Convent of St-George
- Bird notes from the Nile. A. Constable & co., London 1904.
- Report of Work Done at Aswan during the First Months of 1904. In: Annales du service des antiquités de l'Égypte 6, 1905. S. 273–283.
  - I, Tombs on the North-Eastern Slope of the Gebel Qoubet-el-Hawa above the Coptic Convent of Saint-George.
  - II, Tombs on the Eastern Side of the Gebel Qoubet-el-Hawa South of the „Grenfell Tombs“